# Caria domitianus
Caria domitianus is een vlindersoort uit de familie van de prachtvlinders (Riodinidae), onderfamilie Riodininae.
Caria domitianus werd in 1793 beschreven door Fabricius.